# 1962年の西鉄ライオンズ
1962年の西鉄ライオンズでは、1962年の西鉄ライオンズの動向をまとめる。
この年の西鉄ライオンズは、中西太選手兼任監督の1年目のシーズンである。

## 概要
1959年限りで三原脩監督が勇退、その後を継いだ川崎徳次監督の時代は優勝を期待されつつも2年連続の3位に終わったことから川崎監督が辞任して三原の娘婿である中西太（中西は三原の長女と結婚し戸籍上の名前も三原太になっていた）が選手兼任ながら29歳の若さで監督に就任し、選手兼任で豊田泰光助監督と稲尾和久投手コーチが支えることになった。中西監督は開幕オーダーに黄金期の主力選手である豊田・高倉照幸・城戸則文・田中久寿男・和田博実などをスタメンに入れるが、シーズンが始まると前年優勝の南海がスタートダッシュで躓き、前年2位の東映が代わって快進撃を繰り広げた。チームは開幕ダッシュの東映や6月以降立ち直った南海の後塵を拝する苦しい戦いで、最後は大毎・阪急との3位争いに勝ち62勝68敗6分と負け越しながらAクラス入りしたが、初優勝の東映に16ゲームも離されて中西監督の1年目は終了した。シーズン終了後、主砲の豊田が国鉄へ移籍し、チームは転換期を迎えることになる。

## チーム成績

### レギュラーシーズン
| 1 | 中 | 高倉照幸   |
| 2 | 三 | 城戸則文   |
| 3 | 右 | 田中久寿男 |
| 4 | 遊 | 豊田泰光   |
| 5 | 捕 | 和田博実   |
| 6 | 左 | 玉造陽二   |
| 7 | 一 | 田辺義三   |
| 8 | 二 | 滝内弥瑞生 |
| 9 | 投 | 稲尾和久   |

| 順位 | 4月終了時 | 4月終了時 | 5月終了時 | 5月終了時 | 6月終了時 | 6月終了時 | 7月終了時 | 7月終了時 | 8月終了時 | 8月終了時 | 最終成績 | 最終成績 |
| ---- | --------- | --------- | --------- | --------- | --------- | --------- | --------- | --------- | --------- | --------- | -------- | -------- |
| 1位  | 東映      | --        | 東映      | --        | 東映      | --        | 東映      | --        | 東映      | --        | 東映     | --       |
| 2位  | 西鉄      | 4.5       | 大毎      | 6.0       | 大毎      | 9.5       | 阪急      | 15.0      | 南海      | 10.5      | 南海     | 5.0      |
| 3位  | 阪急      | 6.5       | 阪急      | 6.0       | 阪急      | 12.5      | 大毎      | 16.0      | 阪急      | 13.0      | 西鉄     | 16.0     |
| 4位  | 大毎      | 6.5       | 西鉄      | 9.0       | 近鉄      | 14.0      | 南海      | 17.0      | 西鉄      | 14.0      | 阪急     | 18.0     |
| 5位  | 近鉄      | 8.5       | 近鉄      | 11.5      | 西鉄      | 14.5      | 近鉄      | 19.5      | 大毎      | 17.5      | 大毎     | 18.0     |
| 6位  | 南海      | 10.0      | 南海      | 15.5      | 南海      | 18.5      | 西鉄      | 19.5      | 近鉄      | 20.0      | 近鉄     | 21.0     |

| 順位 | 球団               | 勝 | 敗 | 分 | 勝率 | 差   |
| 1位  | 東映フライヤーズ   | 78 | 52 | 3  | .600 | 優勝 |
| 2位  | 南海ホークス       | 73 | 57 | 3  | .562 | 5.0  |
| 3位  | 西鉄ライオンズ     | 62 | 68 | 6  | .477 | 16.0 |
| 4位  | 毎日大映オリオンズ | 60 | 70 | 2  | .462 | 18.0 |
| 4位  | 阪急ブレーブス     | 60 | 70 | 1  | .462 | 18.0 |
| 6位  | 近鉄バファローズ   | 57 | 73 | 1  | .438 | 21.0 |

## オールスターゲーム1962
| コーチ | ファン投票 | 監督推薦                   | 補充選手 |
| ------ | ---------- | -------------------------- | -------- |
| 中西太 | 豊田泰光   | 稲尾和久 高倉照幸 和田博実 | 河合保彦 |

- 取り消し線は出場辞退

## できごと
- 3月5日：前年限りで監督を辞任した川崎徳次の引退試合が行われる（平和台球場）。対戦相手は川崎が移籍前に所属していた巨人。だが当の川崎はコーチスボックスで指揮を取るだけで、投打参加はしなかった。「指揮を取るだけ」の引退試合は1959年2月28日の「近鉄×巨人」（日生球場）での千葉茂（この年から近鉄監督）に次いで2人目。

## 表彰選手
| リーグ・リーダー |
| ---------------- |
| 受賞者なし       |

| ベストナイン | ベストナイン | ベストナイン |
| 選手名       | ポジション   | 回数         |
| ------------ | ------------ | ------------ |
| 稲尾和久     | 投手         | 2年連続4度目 |
| 豊田泰光     | 遊撃手       | 4年連続6度目 |